# Ekstraklasa w futsalu (2018/2019)
Ekstraklasa 2018/2019 – 25. edycja najwyższych w hierarchii rozgrywek ligowych polskiego klubowego futsalu.
Mistrzem Polski została po raz czwarty w historii drużyna Rekordu Bielsko-Biała.
Królem strzelców sezonu został po raz pierwszy Michał Marek, z Rekordu Bielsko-Biała z wynikiem trzydziestu czterech bramek.
Był to trzeci sezon po zmianie formatu rozgrywek w 2016 – podzielono je na rundę zasadniczą (22 kolejki, mecze każdy z każdym po 2 razy) i rundę finałową w dwóch grupach (5 kolejek).
| Rozgrywki  | Poziomy ligowe | Liga        | Sezon                     |
| ---------- | -------------- | ----------- | ------------------------- |
| Centralne  | I poziom       | Ekstraklasa | Sezon 2018/2019 (1 grupa) |
| Centralne  | II poziom      | I liga      | Sezon 2018/2019 (2 grupy) |
| Regionalne | III poziom     | II liga     | Sezon 2018/2019 (? grupy) |

## Tabela
| Lp.     | Drużyna                       | M  | Z  | R | P  | Bramki | Bramki | Różn. | Pkt./(pkt. po fazie zasadniczej) | Uwagi        |
| ------- | ----------------------------- | -- | -- | - | -- | ------ | ------ | ----- | -------------------------------- | ------------ |
| Grupa A |                               |    |    |   |    |        |        |       |                                  |              |
| złoto   | Rekord Bielsko-Biała          | 27 | 22 | 1 | 4  | 158    | 61     | +97   | 67 (55)                          | LM - elim.   |
| srebro  | FC Toruń                      | 27 | 17 | 3 | 7  | 80     | 69     | +11   | 54 (47)                          |              |
| brąz    | Clearex Chorzów               | 27 | 17 | 3 | 7  | 121    | 78     | +43   | 54 (45)                          |              |
| 4       | Orzeł Futsal Jelcz-Laskowice  | 27 | 16 | 0 | 11 | 4      | 82     | +12   | 48 (42)                          |              |
| 5       | Piast Gliwice                 | 27 | 14 | 1 | 12 | 88     | 71     | +17   | 43 (36)                          |              |
| 6       | Gatta Zduńska Wola            | 27 | 12 | 4 | 11 | 96     | 98     | -2    | 40 (37)                          |              |
| Grupa B |                               |    |    |   |    |        |        |       |                                  |              |
| 7       | Red Dragons Pniewy            | 27 | 13 | 5 | 9  | 84     | 75     | +9    | 44 (31)                          |              |
| 8       | AZS UŚ Katowice               | 27 | 9  | 5 | 13 | 2      | 98     | 6     | 32 (21)                          |              |
| 9       | Red Devils Chojnice           | 27 | 10 | 1 | 16 | 81     | 106    | -25   | 31 (25)                          |              |
| 10      | MOKS Słoneczny Stok Białystok | 27 | 9  | 3 | 15 | 87     | 114    | -27   | 30 (21)                          |              |
| 11      | Pogoń 04 Szczecin             | 27 | 4  | 3 | 20 | 74     | 38     | -64   | 15 (15)                          | Baraż/Spadek |
| 12      | AZS UG Gdańsk                 | 27 | 3  | 3 | 21 | 86     | 151    | -65   | 12 (8)                           | Spadek       |

Źródło:

## Najlepsi strzelcy
| Bramki | Strzelcy           | Drużyna              |
| ------ | ------------------ | -------------------- |
| 34     | Michał Marek       | Rekord Bielsko-Biała |
| 27     | Sebastian Leszczak | Clearex Chorzów      |
| 26     | Ołeksandr Bondar   | Rekord Bielsko-Biała |
| 25     | Mikołaj Zastawnik  | Clearex Chorzów      |
| 25     | Daniel Krawczyk    | Gatta Zduńska Wola   |

Źródło: